# Hannebachit
Hannebachit ist ein sehr selten vorkommendes Mineral aus der Mineralklasse der „Oxide und Hydroxide“ mit der chemischen Zusammensetzung Ca2(SO3)2·H2O  und damit chemisch gesehen ein wasserhaltiges Calciumsulfit. Als enge Verwandte der Oxide werden die Sulfite in dieselbe Klasse eingeordnet.
Hannebachit kristallisiert im orthorhombischen Kristallsystem und entwickelt farblose bis weiße, dünntafelige Kristalle von ein bis zwei Millimetern Größe mit einem glasähnlichen Glanz auf den Oberflächen.

## Etymologie und Geschichte
Erstmals entdeckt wurde Hannebachit im ehemaligen Steinbruch „Hannebacher Ley“ in der rheinland-pfälzischen Gemeinde Spessart. Die Analyse und Erstbeschreibung erfolgte durch Gerhard Hentschel, Ekkehart Tillmanns (1941–2020) und W. Hofmeister, die das Mineral nach dessen Typlokalität benannten.
Hentschel, Tillmanns und Hofmeister sandten ihre Untersuchungsergebnisse und den gewählten Namen 1983 zur Prüfung an die International Mineralogical Association (interne Eingangs-Nr. der IMA: 1983-056), die den Hannebachit als eigenständige Mineralart anerkannte. Die Erstbeschreibung wurde 1985 im Fachmagazin Neues Jahrbuch für Mineralogie, Monatshefte veröffentlicht. Die ebenfalls von der IMA/CNMNC anerkannte Kurzbezeichnung (auch Mineral-Symbol) von Hannebachit lautet „Hbc“.
Das Typmaterial des Minerals wird im Naturhistorischen Museum in Mainz unter der Sammlungsnummer M1990/3093 (HT/CT) aufbewahrt.

## Klassifikation
Da der Hannebachit erst 1983 als eigenständiges Mineral anerkannt wurde, ist er in der seit 1977 veralteten 8. Auflage der Mineralsystematik nach Strunz noch nicht verzeichnet.
Im zuletzt 2018 überarbeiteten und aktualisierten Lapis-Mineralienverzeichnis nach Stefan Weiß, das sich im Aufbau noch nach dieser alten Form der Systematik von Karl Hugo Strunz richtet, erhielt das Mineral die System- und Mineral-Nr. IV/K.05-010. In der „Lapis-Systematik“ entspricht dies der Klasse der „Oxide und Hydroxide“ und dort der Abteilung „Sulfite, Selenite und Tellurite“, wo Hannebachit zusammen mit Albertiniit, Allochalkoselit, Burnsit, Chloromenit, Georgbokiit, Gravegliait, Ilinskit, Nicksobolevit, Orschallit, Parageorgbokiit, Prewittit und Sophiit die unbenannte Gruppe IV/K.05 bildet.
Die von der IMA zuletzt 2009 aktualisierte 9. Auflage der Strunz’schen Mineralsystematik ordnet den Hannebachit in die erweiterte Abteilung der „Arsenite, Antimonite, Bismutite, Sulfite, Selenite, Tellurite; Iodate“ ein. Diese ist allerdings weiter unterteilt nach der konkreten Art der Verbindung, so dass das Mineral entsprechend seiner Zusammensetzung in der Unterabteilung der „Sulfite“ zu finden ist, wo es als einziges Mitglied die unbenannte Gruppe 4.JE.10 bildet.
Die vorwiegend im englischen Sprachraum gebräuchliche Systematik der Minerale nach Dana ordnet den Hannebachit im Gegensatz zu den Strunz’schen Systematiken in die Klasse der „Sulfate, Chromate und Molybdate“ und dort in die Abteilung der „Selenite, Tellurite und Sulfite“ ein. Hier ist er zusammen mit Gravegliait in der unbenannten Gruppe 34.02.05 innerhalb der Unterabteilung „Selenite – Tellurite – Sulfite mit A2+XO3 × x(H2O)“ zu finden.

## Kristallstruktur
Hannebachit kristallisiert in der orthorhombischen Raumgruppe Pbna (Raumgruppen-Nr. 60, Stellung 5) mit den Gitterparametern a = 6,47 Å, b = 9,78 Å und c = 10,65 Å sowie 8 Formeleinheiten pro Elementarzelle.

## Bildung und Fundorte
Hannebachit bildet sich in Hohlräumen von vulkanischen Melilith-Nephelin-Leucititen, wo er unter anderem vergesellschaftet mit Calcit, Aragonit, Gips, Baryt, Coelestin, Thaumasit, Chabasit, Phillipsit, Gismondin, Whewellit und Perowskit auftritt.
Als seltene Mineralbildung konnte Hannebachit nur an wenigen Fundorten nachgewiesen werden. Weltweit sind bisher etwa 15 Vorkommen dokumentiert. Außer an seiner Typlokalität im Hannebacher Ley in der Gemeinde Spessart (Brohltal) fand sich das Mineral in Rheinland-Pfalz noch am Vulkan Kalem bei Birresborn und im Steinbruch Stolz (auch Graulai oder Graulay) bei Hillesheim im Landkreis Vulkaneifel. Weitere bekannte Fundorte in Deutschland sind die Schlackenhalden „An der Seilbahn“ der „Hüstener Gewerkschaft“ bei Hüsten (Arnsberg), der Zinkhütte Birkengang (auch Zinkhütte Friedrich-Wilhelm) und der ehemaligen Concordiahütte (siehe auch Eschweiler Bergbau) bei Eschweiler und des Kupferhofs Binsfeldhammer in Nordrhein-Westfalen sowie die Absetzerhalde Lichtenberg und das ehemalige Bergwerk Paitzdorf nahe Ronneburg (Landkreis Greiz) in Thüringen.
In Österreich kennt man Hannebachit bisher nur von einer alten Schlackenfundstelle nahe Pfarrkirche Maria Waitschach und der Ortschaft Waitschach in Kärnten sowie vom Stradner Kogel bei Wilhelmsdorf (ehemalige Gemeinde Merkendorf) in der Steiermark. Der Stradner Kogel gilt zudem als bekannter Fundort für herausragende Hannebachitkristalle.
Weitere Fundorte liegen unter anderem in Frankreich, Kanada, Polen, Ungarn und Russland.